# سبدنشین رخ‌سرخ
سبدنشین رخ‌سرخ (نام علمی: Cisticola erythrops) نام یک گونه از سرده سبدنشین است.